# Loreen Veit
Loreen Veit (* 28. Mai 2002 in Güstrow, Deutschland) ist eine deutsche Handballspielerin, die mehrere Spielzeiten für den Bundesligisten Bayer Leverkusen auflief.

## Karriere

### Im Verein
Veit begann das Handballspielen im Alter von drei Jahren beim Güstrower HV 94 und wechselte im Jahr 2011 zum TSV Bützow. Im Jahr 2015 schloss sie sich der C-Jugend des SV Grün-Weiß Schwerin an. In der Saison 2017/18 gehörte die damalige B-Jugendliche zusätzlich dem A-Jugendkader an, die in der A-Jugend-Bundesliga antrat. Veit wechselte im Jahr 2018 zu Bayer Leverkusen. Mit der A-Jugend wurde sie in der Saison 2018/19 deutsche Vizemeisterin. Im Sommer 2019/20 erlitt sie im Training einen Kreuzbandriss. Ab dem Sommer 2021 besaß sie einen Profivertrag bei Bayer Leverkusen. Am 23. Januar 2022 zog sie sich im Bundesligaspiel gegen die HL Buchholz 08-Rosengarten einen weiteren Kreuzbandriss zu. Seit der Saison 2025/26 läuft sie für den Viertligisten SC DJK Everswinkel auf.

### In Auswahlmannschaften
Veit lief für die Landesauswahlmannschaft von Mecklenburg-Vorpommern auf. Bei der DHB-Sichtung 2017 des Jahrganges 2002 in Kienbaum wurde sie in das All-Star-Team gewählt. Anschließend wurde sie in den DHB-Sichtungskader berufen. Mit der deutschen Jugendnationalmannschaft, für die sie insgesamt 23 Länderspiele bestritt, belegte sie bei der U-17-Europameisterschaft 2019 in Slowenien den siebten Platz.